# Europese Dag van de Joodse Cultuur

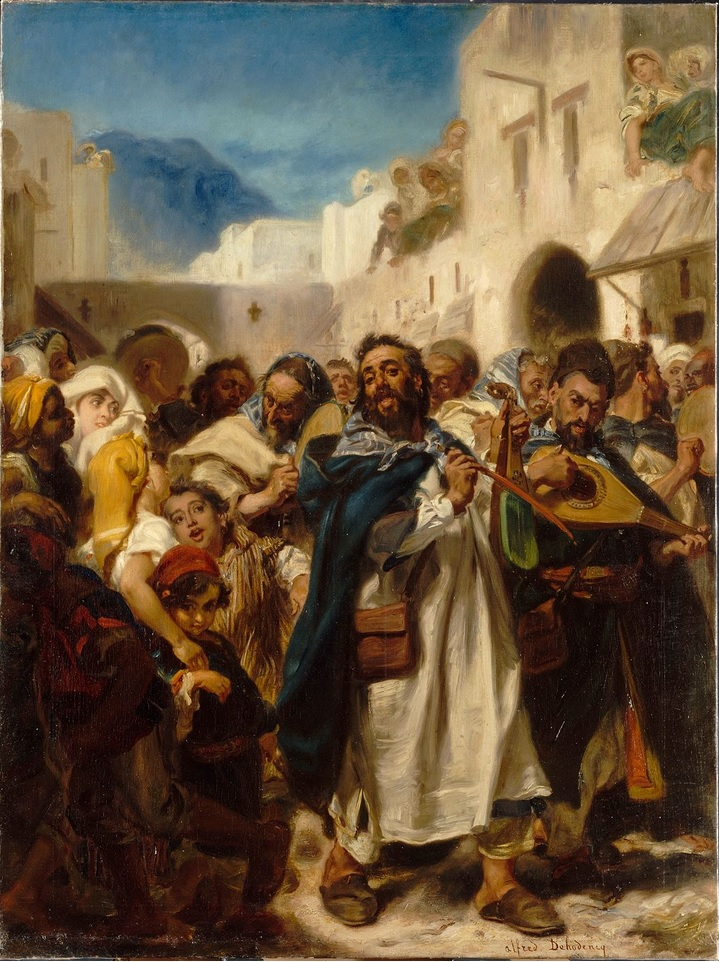
Joods festival in Tetuán (1865).

De Europese Dag van de Joodse Cultuur is een actiedag die sinds 1999 jaarlijks op de eerste zondag van september wordt gevierd. De activiteiten worden gezamenlijk georganiseerd door joodse en niet-joodse organisaties in bijna 30 Europese landen en is bedoeld om mensen te helpen het Europese Jodendom, zijn geschiedenis, tradities en gewoonten, vroeger en nu, beter te leren kennen. Bij deze gelegenheid worden op lokaal en regionaal niveau rondleidingen naar plaatsen met een Joodse cultuur, concerten, tentoonstellingen, lezingen enz. georganiseerd onder een jaarlijks wisselend leidend thema. Het initiatief geniet de steun van de Raad van Europa.

## Organisatie
De Europese vereniging voor het behoud en de bevordering van de joodse cultuur en het joodse erfgoed (Frans: Association européenne pour la préservation et la promotion de la culture juive, AEPJ) coördineert de actiedag. Het hoofdkantoor is gevestigd in Girona, Spanje. De sponsors zijn zes organisaties:
- B'nai B'rith Europa
- Red de Juderías de España - Caminos de Sefarad (Netwerk van Joodse Steden in Spanje - Sefardische Migratieroutes)
- Fonds Social Juif Unifié
- Rede de Judiarias de Portugal
- Unione delle Comunità Ebraiche Italiane
- Journées Européennes de la Culture et du Patrimoine Juifs (JECPJ - Frankrijk

In elk deelnemend land zijn er nationale coördinatoren.